# Lapsk mytologi (bok)
Lapsk mytologi är en detaljerad dokumentation skriven av Lars Levi Læstadius om samiska religiösa föreställningar och om samisk mytologi under mitten av 1800-talet. Den publicerades inte förrän 1997 på svenska, 2000 på finska och 2002 på engelska. Boken var ursprungligen skriven för och finansierad av franska La Rechercheexpeditionen 1838–1840, men blev borttappad och därefter bortglömd i många årtionden därefter.
Historier beskrivs som "fragment" som Læstadius själv medgav att det fanns en stor del av den samiska religiösa tron som han visste för lite om, på grund av den samiska hemlighetsfullheten i sin tro.
| ”                            | Men eftersom dessa nåjder genom deras påstådda eller verkliga magiska färdigheter representerade det största hindret för den snabba spridningen av tron (kristendom) bland befolkningen, var det naturligt att de skulle bli hatade och förföljda av prästerna som ansåg att nåjderna var djävulens instrument. | „ |
| – Læstadius' Lapsk mytologi. | |   |

## Innehåll av boken Lapsk mytologi
Innehåll
1. Påminnelse för läsaren
2. Del 1: Läran av gudar
3. Del 2: Läran om att Offra
4. Del 3: Läran om Spådom
5. Del 4: Urval av samiska sagor
6. Del 5: Tillägg